# Nowoplatoniwka
Nowoplatoniwka (ukrainisch Новоплатонівка, russisch Новоплатоновка Nowoplatonowka; ehemalig Ново-Платоновка Nowo-Platonowka) ist ein Dorf im Nordosten der Ukraine. Nowoplatoniwka befindet sich im Rajon Isjum, Oblast Charkiw. Laut der Volkszählung von 2001 beträgt die Einwohnerzahl 460, davon 189 Männer und 271 Frauen.

## Geografie
Nowoplatoniwka ist ein Dorf am östlichen Ufer des Flusses Oskil. Ein 1 Kilometer breiter Streifen Kiefernwald trennt das Dorf von dem Oskilsker Stausee. Nowoplatoniwka liegt drei Kilometer westlich der Siedlung Borowa. Der nächste Bahnhof liegt 7,6 km südlich in der beim Dorf Bohuslawka.
Am 12. Juni 2020 wurde das Dorf ein Teil der Siedlungsgemeinde Borowa im Rajon Borowa; bis dahin war es Teil der Siedlungsratsgemeinde Borowa im Zentrum des Rajons Borowa.
Am 17. Juli 2020 wurde der Ort ein Teil des Rajons Isjum.

## Geschichte
Das Dorf wurde 1910 von Siedlern aus dem Gouvernement Jekaterinoslaw gegründet.
Das Dorf ist nach Platon Kalnitskij benannt, einem Vertrauten der Gutsbesitzerin Sofia Nikolajewna Pechowskaja, die ihr Land an Einwanderer verkaufte.
Zur Zeit der UdSSR wurden im Dorf ein Kolchos, eine Molkerei, ein Gewächshauskomplex, ein Kindergarten und eine Gasverdichterstation betrieben, die bis heute noch aktiv ist.

## Wirtschaft und Sozialeinrichtungen
Kommerzielle Fischerei findet in der Odnorebriwska-Bucht und im flachen Wasser des nahe gelegenen Oskilsker Stausees statt. Der Stausee hat eine Fläche von 90 Hektar und befindet sich zwischen Nowoplatoniwka und Borowa. Die Gasverdichterstation von Borowa befindet sich nur wenige Kilometer entfernt.
In Nowoplatoniwka gab es eine Gesamtschule, bis am 1. September 2016 ihr Betrieb eingestellt wurde.

## Sehenswürdigkeiten
- Massengrab sowjetischer Soldaten in Nowoplatoniwka[11]
- Friedhof von Nowoplatoniwka